# 黃紋棘鱗魚
黃紋棘鱗魚，又稱黄纹鳂，為輻鰭魚綱金眼鯛目金鱗魚亞目金鱗魚科的其中一種，分布於日本、台灣、越南海域，棲息在礁石區。

## 擴展閱讀
維基物種上的相關：黃紋棘鱗魚